# Eritromicin
Az eritromicin (INN: erythromycin) a makrolid antibiotikumok csoportjába tartozik. Egy 14 tagú laktongyűrűt tartalmaz, amelyhez cukormolekulák kapcsolódnak.
A VIII. Magyar Gyógyszerkönyvben öt hivatalos formája van:
| Eritromicin                | Erythromycinum              |
| Eritromicin-esztolát       | Erythromycini estolas       |
| Eritromicin-etil-szukcinát | Erythromycini ethylsuccinas |
| Eritromicin-laktobionát    | Erythromycini lactobionas   |
| Eritromicin-sztearát       | Erythromycini stearas       |

## Gyógyszerhatás
A bakteriális riboszóma 50S alegységéhez kötődve gátolja az érzékeny baktériumok fehérjeszintézisét. Koncentrációjától függően bakterosztatikus, illetve baktericid hatású.
Hatásspektruma eltér a béta-laktám (penicillin-, és cephalosporinszármazékoktól) és aminoglikozid antibiotikumokétól. Szemben az előbbiekkel, hat az úgynevezett „atípusos” kórokozókra: Chlamydia spp, Mycoplasma spp, Legionella spp. Ez azt jelenti, hogy felhasználható olyan légúti és szexuálisan átvihető fertőzések kezelésére is, amire a béta-laktám antibiotikumok és aminoglikozidok nem hatnak. Alkalmas néhány protozoon fertőzés kezelésére is.
Nem hat a Gram-negatív bélbaktériumok többségére és nem fermentálható Gram-negatív baktériumokra például Pseudomonas spp., Acinetobacter spp.
Az eritromicin in vitro és klinikai fertőzésekben rendszerint egyaránt hatásos az alábbi mikrobák törzseire:
- Gram pozitív baktériumok:
  - Streptococcus spp.
  - Streptococcus pneumoniae*
  - Staphylococcus spp. (csak a meticillin-érzékeny törzsekre)
  - Listeria monocytogenes
  - Corynebacterium diphtheriae (az antitoxin terápia kiegészítéseként)
- Gram-negatív baktériumok:
  - Haemophilus influenzae*
  - Haemophilus parainfluenzae
  - Haemophilus dycrei
  - Neisseria meningitidis**,
  - Neisseria gonorrhoae,
  - Legionella pneumophilia,
  - Moraxell (Branhamella) catarrhalis,
  - Bordetella pertussis
  - Campylobacter spp.
  - Mycoplasma spp.
  - Mycoplasma pneumoniae
  - Ureaplasma urealyticum
- Egyéb mikrobák:
  - Treponema pallidum,
  - Chlamydia spp.
  - Clostridia spp
  - „atípusos” mycobaktériumok

L-formák, valamint a trachoma és a lymphogranuloma venereum okozói.
Figyelmeztetés: A Haemophilus influenzae legtöbb törzse a hagyományos adagok mellett elért koncentrációknál érzékenységet mutat.
[*] A csillaggal jelöltek között előfordulnak rezisztens törzsek.
[**] Meningitis profilaxisára járványok idején adható kontaktszemélyeknek, de a meningitis kezelésére nem alkalmas (nem ér el terápiás koncentrációt a központi idegrendszerben.)
Rezisztens törzsek:
- Pseudomonas spp.
- Acinetobacter spp.
- Gram-negatív bélbaktériumok többsége